# Région de Barcaldine
Pour les articles homonymes, voir Barcaldine.
La région de Barcaldine est une nouvelle zone d'administration locale dans le centre du Queensland en Australie.
Le 15 mars 2008, elle a été créée par la fusion des comtés d'Aramac, de Barcaldine et de Jericho. 
Elle comprend les villes de Alpha, Aramac, Barcaldine, Jericho et Muttaburra.